# لوکا ووچکو
لوکا ووچکو (کرواتی: Luka Vučko؛ زادهٔ ۱۱ آوریل ۱۹۸۴) بازیکن فوتبال اهل کرواسی است.
از باشگاه‌هایی که در آن بازی کرده‌است می‌توان به باشگاه فوتبال ایسترا ۱۹۶۱، باشگاه فوتبال اسکی‌شهراسپور، باشگاه فوتبال ساترن رامنسکویه، باشگاه فوتبال هایدوک اسپلیت، باشگاه فوتبال رییکا، و باشگاه فوتبال لخیا گدانسک اشاره کرد.
وی همچنین در تیم‌های ملی فوتبال زیر ۲۱ سال کرواسی و کرواسی بازی کرده‌است.